# 슈바카라심하

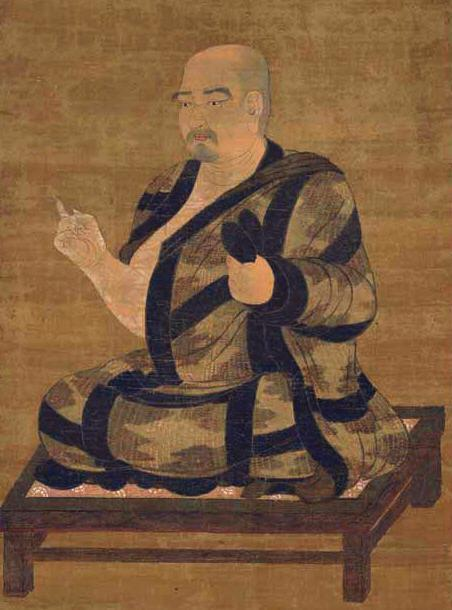

슈바카라심하(산스크리트어: सुभकरसिमा) 또는 선무외(善無畏: 637~735)는 당나라(唐) 시대의 불교승이자 인도로부터 중국에 밀교를 전한 역경승(譯經僧)이다.
동인도의 오다국(烏茶國: 지금의 오디샤 주)에서 출생하여, 13세에 출가하였다. 중부 인도의 나란다 사(寺)에서 달마국다(達磨鞠多)에 사사하고 밀교를 배워 그 깊은 뜻을 깨우쳤다.
중국에 가서 밀교를 전파하라는 스승의 명령으로 카슈미르를 거쳐 716년(개원 4년) 장안에 들어왔다. 당 현종(재위 712~756)의 귀의를 받고 흥복사(興福寺) · 서명사(西明寺)에 머물면서 밀교를 선포(宣布)하고 《허공장구문지법(虛空藏求聞持法)》을 번역하였다.
724년(개원 12년)에는 뤄양(洛陽)의 복선사(福先寺)에 있으면서 이듬해에는 밀교의 근본 성전 가운데 하나인 《대일경(大日經)》 7권을 번역하였다. 이것은 이미 당나라의 학승(學僧) 무행(無行)이 인도에서 입수하여 당나라에 보낸 원형(原型) 6권에 선무외가 가져온 것을 더하여 7권으로 한 것이다. 이 사업에는 제자 일행(一行)이 필수인(筆受人: 번역한 말을 받아 적는 사람)으로서 참가하였다.
선무외는 99세로 입적할 때까지 다시 몇 개의 밀교 경전을 번역하였다.
제자로는 보사(寶思) · 명사(明思) · 온고(溫古) · 일행(一行) · 현초(玄超) · 의림(義林) 등이 있다.

## 참고 문헌
- 이 문서에는 다음커뮤니케이션(현 카카오)에서 GFDL 또는 CC-SA 라이선스로 배포한 글로벌 세계대백과사전의 내용을 기초로 작성된 글이 포함되어 있습니다.